# Times Square-42nd Street/Port Authority Bus Terminal
Times Square-42nd Street/Port Authority Bus Terminal è una stazione della metropolitana di New York. È costituita da cinque diverse stazioni situate sulle linee BMT Broadway, IRT Broadway-Seventh Avenue, IND Eighth Avenue, IRT Flushing e IRT 42nd Street Shuttle, che vennero collegate tra di loro tra il 1948 e il 1988.
È la stazione con il maggior numero di linee e anche la più trafficata della rete, con 66 359 208 passeggeri nel 2015.

## Storia
La stazione sull'attuale linea IRT 42nd Street Shuttle fu aperta il 27 ottobre 1904, come parte della prima linea sotterranea di New York, all'epoca gestita dall'Interborough Rapid Transit Company. In seguito, il 3 giugno 1917 entrò in servizio la stazione sulla linea IRT Broadway-Seventh Avenue, in sostituzione della stazione del 1904, che venne quindi chiusa tra il 4 agosto 1918 e il 28 settembre 1918 per essere sottoposta ai lavori di trasformazione in stazione navetta.
La stazione sulla linea BMT Broadway venne invece aperta il 5 gennaio 1918, come capolinea provvisorio del prolungamento verso nord della prima sezione della linea, aperta il 4 settembre 1917. Il 14 marzo 1927, fu quindi aperta la stazione sulla linea IRT Flushing, all'epoca linea IRT Queensboro, come capolinea del prolungamento verso est proveniente dalla stazione di Fifth Avenue. La stazione di questa linea è rimasta perciò capolinea sino al 13 settembre 2015, quando con l'apertura della stazione di 34th Street-Hudson Yards è diventata stazione passante.

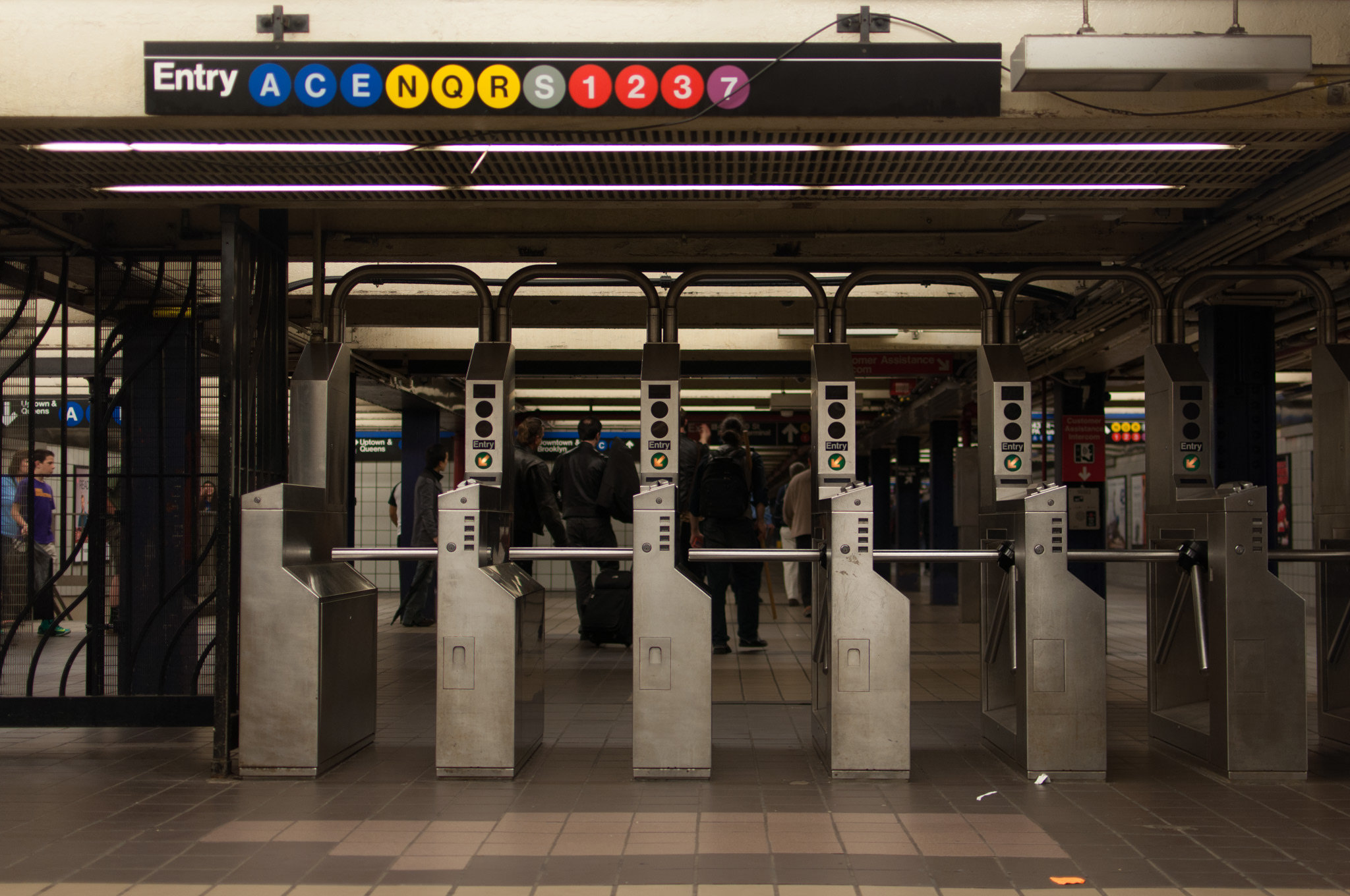
Uno degli ingressi della stazione.

Alle 17.09 del 24 agosto 1928, le ultime due vetture di un treno espresso composto da dieci vetture appena partito dalla sezione di Times Square deragliarono a causa di un deviatoio guasto. Un cortocircuito innescò poi anche un incendio. Diciotto persone rimasero uccise nell'incidente e cento o più ferite, rendendolo il secondo più grave incidente della rete dopo quello avvenuto nel 1918 sulla linea BMT Brighton, che portò alla morte di più di 90 persone.
L'ultima stazione ad aprire fu quella sulla linea IND Eighth Avenue, il cui livello superiore entrò in servizio il 10 settembre 1932, come parte della prima linea dell'Independent Subway System. Il livello inferiore, costruito a rustico insieme a quello superiore, venne invece aperto il 25 agosto 1952 e chiuso poi nel 1981; fu infine parzialmente demolito nel 2010 nell'ambito del progetto di estensione della linea Flushing, denominato 7 Subway Extension.
Il 1º giugno 1940, quando le competenze della Brooklyn-Manhattan Transit Corporation furono trasferite alla città di New York, nell'ambito dell'unificazione delle tre reti metropolitane operanti in città, la stazione fu teatro di una cerimonia per commemorare l'evento. A mezzanotte, dopo l'arrivo in stazione dell'ultimo treno della BMT, partito cinque minuti prima dalla stazione di 57th Street, infatti, il presidente della BMT William S. Menden consegnò le proprietà dell'azienda al sindaco Fiorello LaGuardia, che le avrebbe poi trasferite a John H. Delaney, presidente della New York City Board of Transportation.

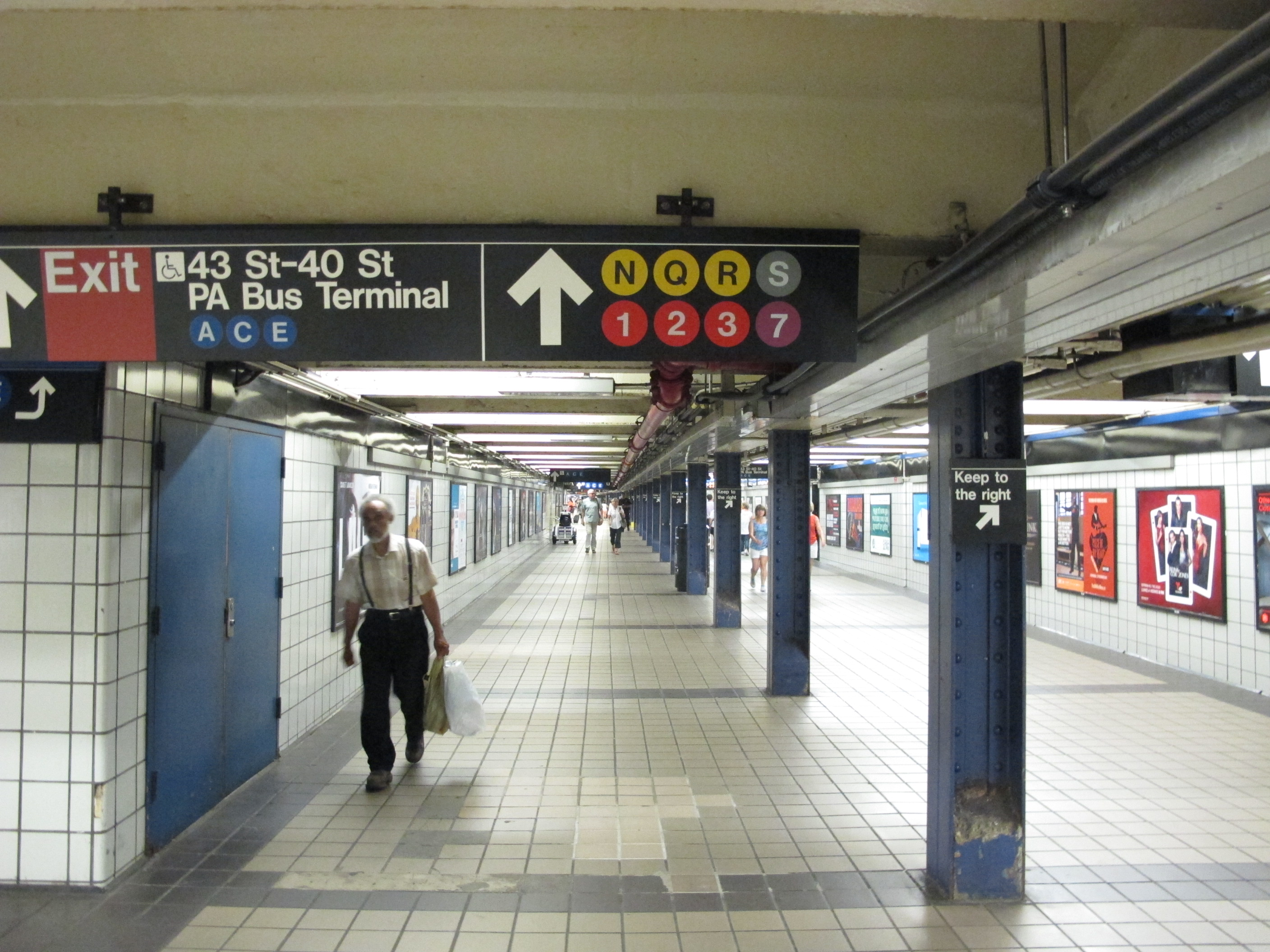
Il collegamento aperto nel 1988.

Mentre le tre stazioni IRT furono collegate tra di loro sin dall'apertura, il collegamento tra queste stazioni e quella sulla linea BMT fu aperto il 1º luglio 1948. Il collegamento con la stazione IND, situata ad un isolato di distanza, fu invece aperto l'11 dicembre 1988. Nel 1999 venne avviata una pesata ristrutturazione dell'intero complesso, dal costo di 244.000.000 dollari, con l'obiettivo di ridurre la congestione della struttura e di migliorarne il comfort e la sicurezza. L'installazione di ascensori, unita ad altre migliorie, ha reso anche il complesso accessible, fatta eccezione per la stazione della linea IRT 42nd Street Shuttle e per il corridoio di collegamento con la stazione della linea IND Eighth Avenue.
Nel settembre 2009, Najibullah Zazi e altri presunti cospiratori sono stati arrestati con l'accusa di far parte di un piano di Al-Qaeda, che doveva essere realizzato in quel mese, e che aveva come obbiettivo la stazione di Times Square, insieme ad altre stazioni della rete. Zazi venne poi dichiarato colpevole.

## Strutture e impianti
La stazione è complessivamente suddivisa in quattro livelli, nel primo sono posizionati il mezzanino e la banchine della linea 42nd Street Shuttle, nel secondo le banchine delle linee Broadway, Broadway-Seventh Avenue e Eighth Avenue, nel terzo il collegamento con la stazione IND e nel quarto le banchine della linea Flushing.

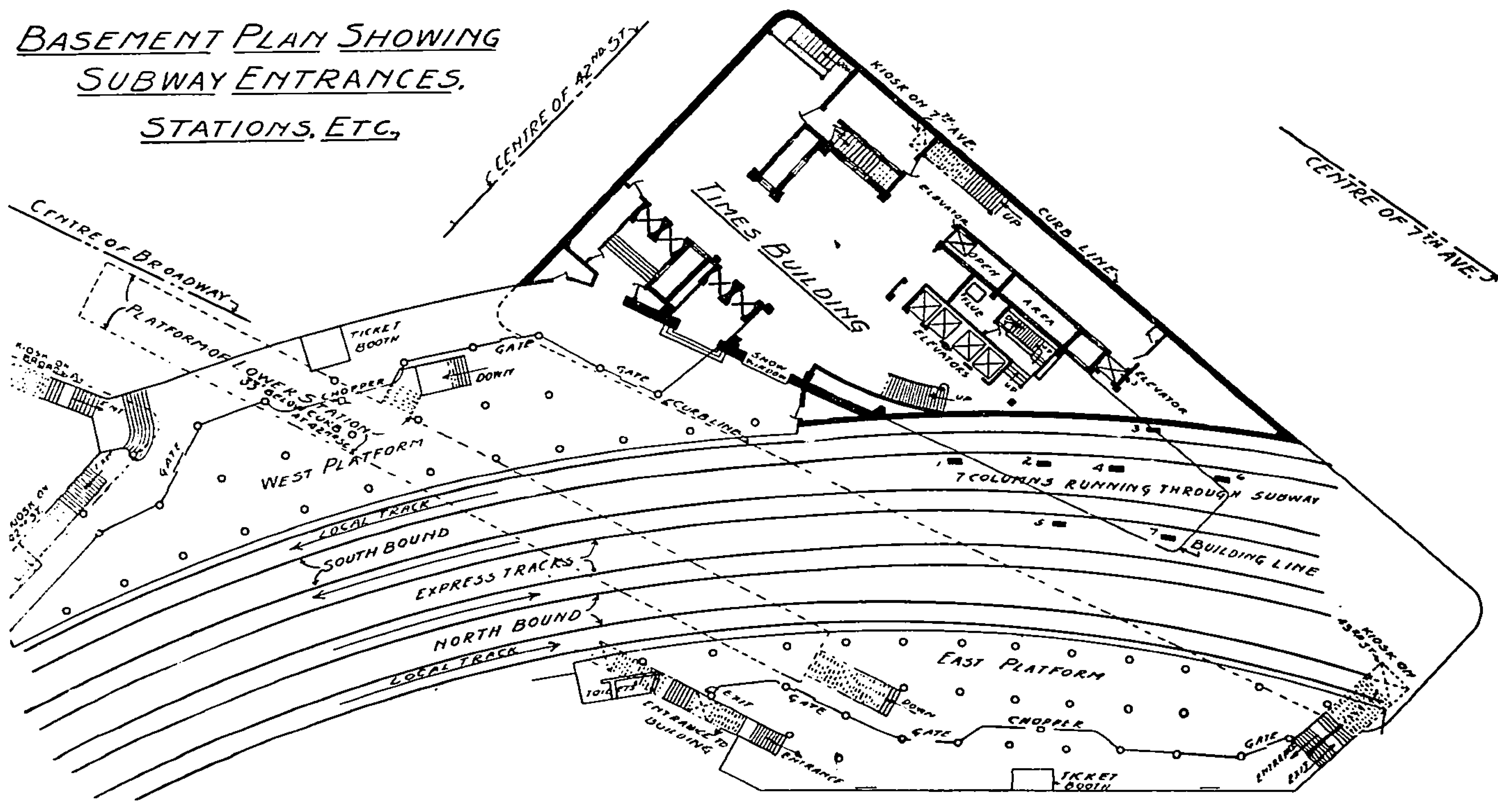
Layout originale della stazione.

Nell'attuale configurazione, la stazione sulla linea IRT 42nd Street Shuttle è una stazione con tre binari e tre banchine laterali, collegate tra di loro all'estremità ovest. In particolare, il collegamento in corrispondenza del binario 4 è mobile, per permettere, attraverso questo binario, il collegamento tra le linee 42nd Street e Broadway-Seventh Avenue.
A causa della curvatura eccessiva delle banchine, sono necessari dei gap filler per colmare il divario tra quest'ultima e il treno. La banchina a servizio del binario 4 ha però una curvatura convessa e quindi non li utilizza. I gap filler, tuttavia, non essendo a filo con la banchina, non sono adatti per i passeggeri in sedia a rotelle, per cui la stazione non è accessibile. Per ovviare a questo inconveniente, nel piano di investimenti 2015-2019, la MTA sta programmando alcuni miglioramenti alla stazione.
La stazione sulla linea IND Eighth Avenue è invece una stazione sotterranea con quattro binari e due banchine ad isola; quella in direzione nord si estende tra 42nd Street e 44th Street mentre quella in direzione sud tra 40th Street e 42nd Street. È posta sotto l'incrocio tra Eighth Avenue e 42nd Street, ad un profondità di circa 9 metri. La stazione disponeva anche di un livello inferiore, con un binario e una banchina laterale, che benché costruito insieme al resto della stazione fu aperto solo nel 1952. Venne utilizzato dalla linea E e da alcuni treni speciali diretti a Aqueduct Racetrack fino al 1981, anno della chiusura.

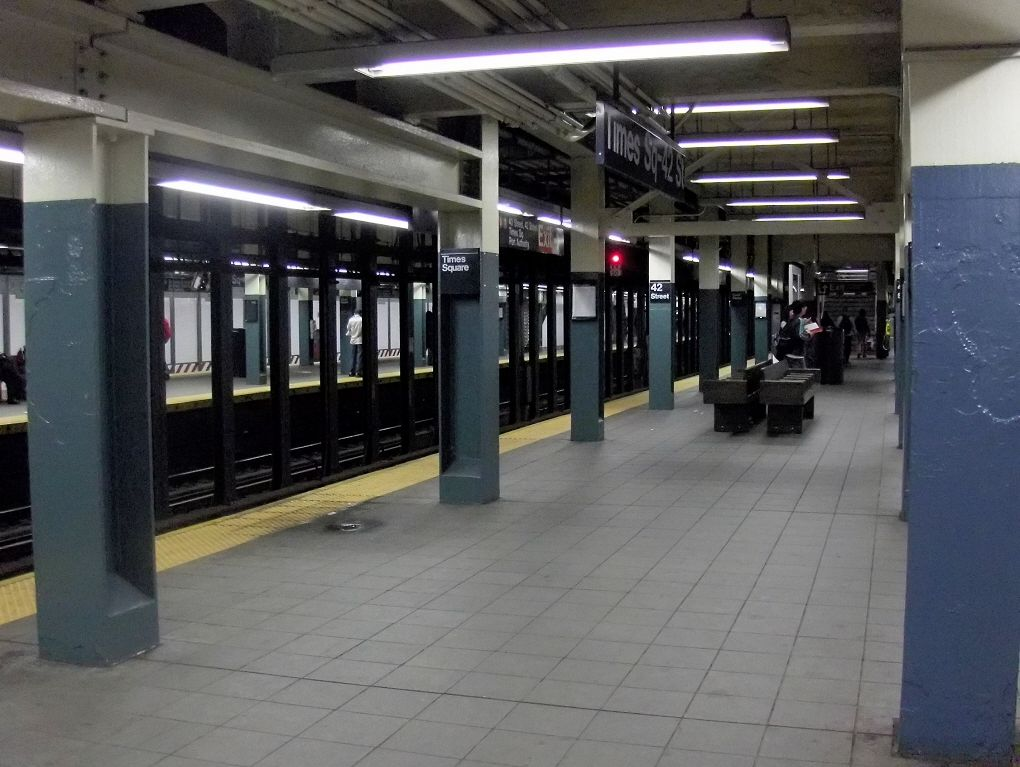
Banchina della linea Broadway.

Le ragioni della sua costruzione non sono molto chiare, secondo alcuni il suo scopo era di permettere ai treni della linea E provenienti dal Queens di fermarsi presso la stazione senza rallentare il traffico ferroviario sotto Central Park West, mentre per altri lo scopo era quello di permettere ai treni di caricare o scaricare i passeggeri senza dover aspettare che una delle due banchine superiori si svuotasse. Infine, altri ancora hanno suggerito che il livello fu costruito con l'intento di impedire un prolungamento della linea IRT Flushing verso ovest, situata infatti allo stesso livello. Proprio per questo motivo, per permettere la costruzione della 7 Subway Extension, prolungamento della linea Flushing, il livello è stato in parte demolito nel 2010.

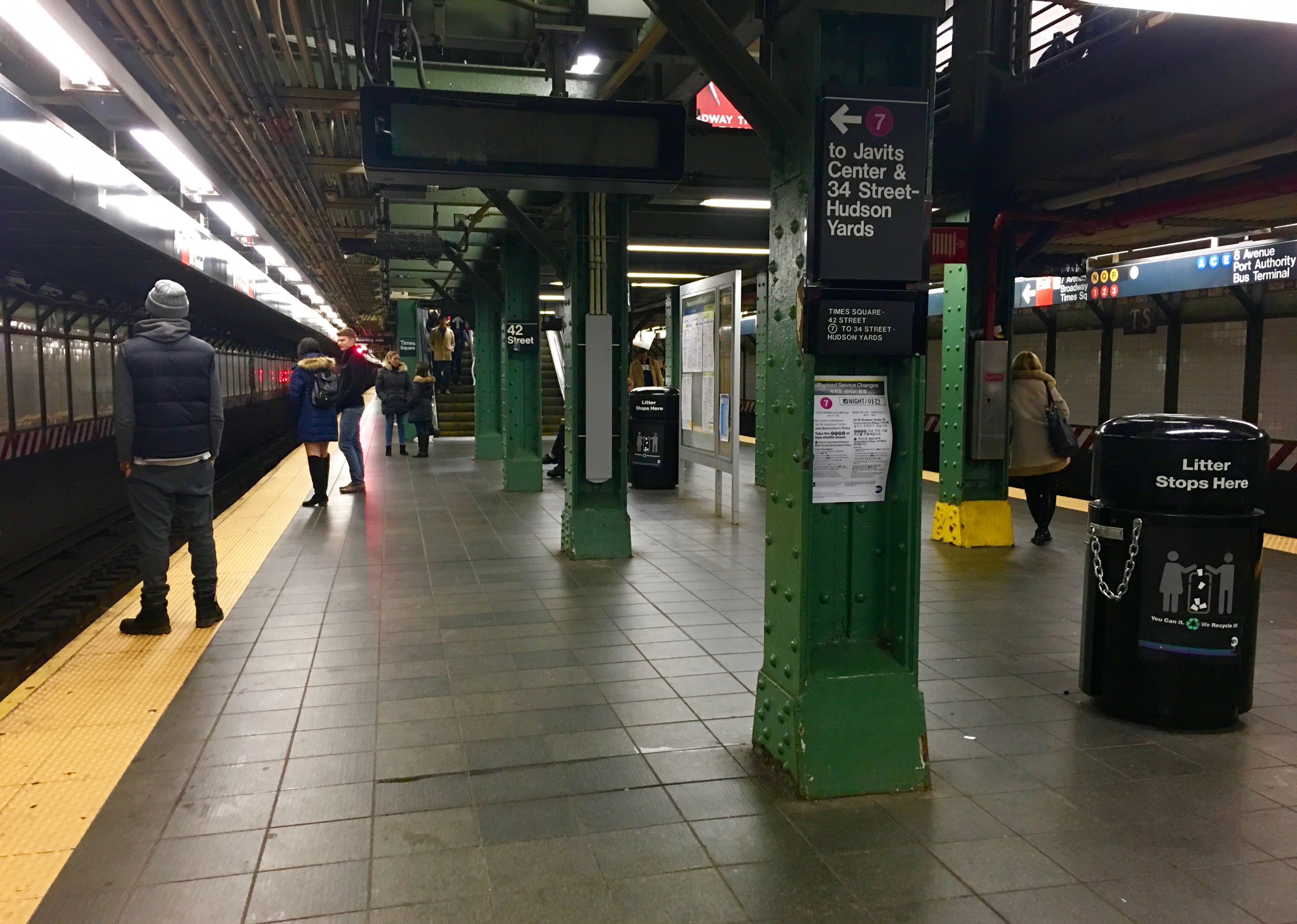
Banchina della linea Flushing.

Anche la stazione sulla linea IRT Broadway-Seventh Avenue è una stazione sotterranea con quattro binari e due banchine ad isola. I collegamenti con le stazioni delle altre linee sono posizionati all'estremità nord e al centro delle banchine. È posta sotto l'incrocio tra Seventh Avenue e 41st Street, a 12 metri di profondità.
La stazione sulla linea BMT Broadway possiede quattro binario e due banchine ad isola. Le scale di collegamento con le stazioni delle altre linee sono situate all'estremità nord delle banchine.  È posizionata sotto l'incrocio tra Broadway e 41st Street, ad una profondità di circa 15 metri. Negli anni 1970, questa stazione è stata sottoposta ad una prima ristrutturazione che ne ha modificato l'aspetto originario. I rivestimenti originari sono stati poi ripristinati con la ristrutturazione del 2004-2006, che portò anche all'installazione di nuove indicazioni e rese la struttura accessibile.
Infine, la stazione sulla linea IRT Flushing è una stazione sotterranea con due binari ed una banchina ad isola, dove sono posizionate le scale, le scale mobili e gli ascensori che portano al mezzanino. Recentemente è stato installato anche un ascensore che porta direttamente alle banchina della linea IRT Broadway-Seventh Avenue.  È posta sotto 41st Street, ad una profondità di 18 metri.

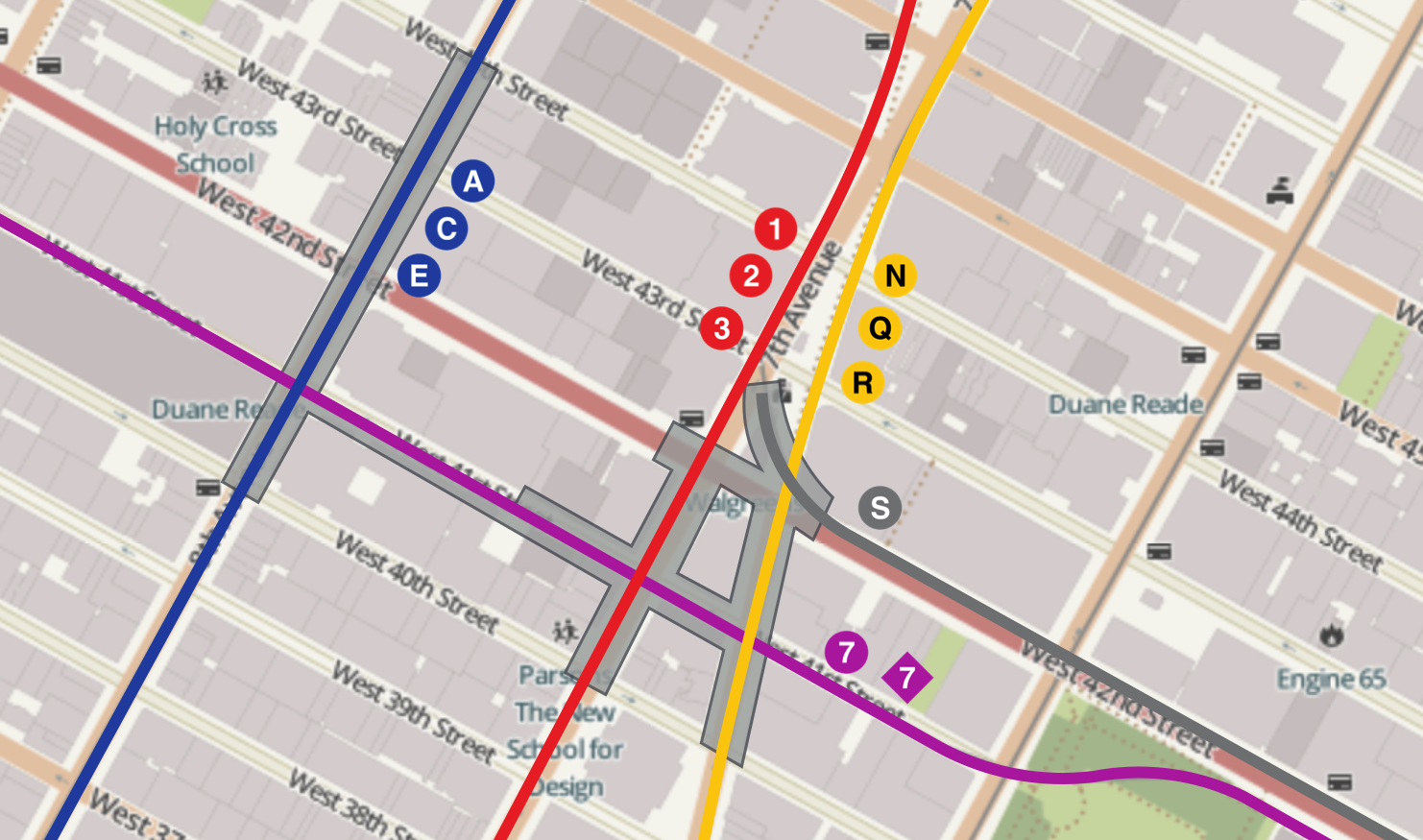
Layout semplificato del complesso.

Il mezzanino principale della stazione è posizionato al di sotto di 42nd Street, allo stesso livello delle banchine della navetta. Vi sono situati vari gruppi di tornelli e le scale e gli ascensori che portano alle linee BMT Broadway e IRT Broadway-Seventh Avenue e IRT Flushing e al livello stradale. Questo mezzanino ha uscite su 43rd Street, 42nd Street, 41st Street, Broadway e Seventh Avenue. Le stazioni sulle linee Broadway e Broadway-Seventh Avenue sono anche dotate di piccoli mezzanini indipendenti con scale che portano all'estremità sud delle banchine e che hanno uscite su 40th Street.
La stazione sulla linea IND Eighth Avenue possiede invece un lungo mezzanino che si sviluppa al di sotto di Eighth Avenue, tra 40th Street e 44th Street, collegato al mezzanino principale da un sottopassaggio posto sotto 41st Street. Oltre ai vari gruppi di tornelli, alle scale e gli ascensori che portano al livello stradale e alle banchine, nel mezzanino sono presenti anche alcuni negozi al dettaglio. Le sue uscite sono posizionate su 44th Street, 43rd Street, 42nd Street, 41st Street e Eighth Avenue.

## Movimento
La stazione è servita dai treni di tredici services della metropolitana di New York. Questo numero, che nelle ore notturne si riduce a otto, la rende la stazione della rete metropolitana servita dal maggior numero di services.
- Linea 1 Broadway-Seventh Avenue Local, sempre attiva;[28]
- Linea 2 Seventh Avenue Express, sempre attiva;[29]
- Linea 3 Seventh Avenue Express, sempre attiva;[30]
- Linea 7 Flushing Local, sempre attiva;[31]
- Linea 7 Flushing Express, attiva solo nelle ore di punta nella direzione di picco;[31]
- Linea A Eighth Avenue Express, sempre attiva;[32]
- Linea C Eighth Avenue Local, sempre attiva, tranne di notte;[33]
- Linea E Eighth Avenue Local, sempre attiva;[34]
- Linea N Broadway Express, sempre attiva;[35]
- Linea Q Broadway Express, sempre attiva;[36]
- Linea R Broadway Local, sempre attiva, tranne di notte;[37]
- Linea W Broadway Local, attiva solo nei giorni feriali esclusa la notte;[38]
- Navetta S 42nd Street Shuttle, sempre attiva, tranne di notte.[39]

## Servizi
Come già detto, l'intero complesso è accessibile, fatta eccezione per le banchine della navetta e per il collegamento con la stazione della linea IND Eighth Avenue. Proprio questa stazione possiede all'interno del mezzanino alcuni negozi ed è anche una delle poche a Manhattan a disporre di servizi igienici.
- Biglietteria a sportello
- Biglietteria automatica
- Servizi igienici
- Negozi

## Interscambi
La stazione è servita da diverse autolinee gestite da MTA Bus e NYCT Bus, ed è anche situata nei pressi del Port Authority Bus Terminal, aperto nel 1950 ed attualmente il principale terminal per autobus interstatali della città; è inoltre un importante snodo per i collegamenti con il New Jersey.
- Stazione autobus